# Limey
Limey是美國和加拿大對英國人的侮辱性稱呼，中文一般翻譯作「英國佬」。該稱呼源於「lime-juice」（酸橙汁/青檸汁），最早可見於1859年，當時英國海員以青檸汁防止壞血病，所以美國人以此代指英國人。